# Большое Вирандозеро
Большое Вирандозеро — озеро на территории Сумпосадского сельского поселения Беломорского района Республики Карелии.

## Общие сведения
Площадь озера — 2 км², площадь водосборного бассейна — 11,8 км². Располагается на высоте 25,6 метров над уровнем моря.
Форма озера продолговатая: вытянуто с северо-запада на юго-восток. Берега каменисто-песчаные.
С северной стороны озера вытекает ручей Вирандозерский, втекающий с правого берега в реку Нермушу, впадающую в реку Руйгу, которая, в свою очередь, впадает в Онежскую губу Белого моря (Поморский берег).
Ближе к северному берегу озера расположен один остров без названия.
У северо-западной оконечности озера проходит дорога местного значения 86К-20 («Беломорск — Сумпосад — Вирандозеро — Нюхча»).
Код объекта в государственном водном реестре — 02020001411102000009124.